# Canadian Rocky Mountain Parks World Heritage Site
Canadian Rocky Mountain Parks World Heritage Site er et verdensarvsområde Canadian Rockies, der består af fire nationalparker langs grænsen mellem provinserne British Columbia og Alberta:
- Banff
- Jasper
- Kootenay
- Yoho

og tre provincial parks i British Columbia :
- Hamber Provincial Park
- Mount Assiniboine Provincial Park
- Mount Robson Provincial Park

Parkerne der har et samlet areal på 22.991 km² rummer bjerge, gletsjere, varme kilder og hovedvandløbene hører til de nordamerikanske flodsystemer :
- North Saskatchewan River
- Athabasca River
- Columbia River
- Fraser River

Det er et naturskønt område med en høj biodiversitet. Det rummer Burgess Shaleområdet der er et af verdens rigeste områder hvad angår levn af usædvanlige fossiler, og havde sin egen verdensarvstildeling fra 1980 til 1984, da det blev en del af Canadian Rocky Mountain Parks WHS.

## World Heritage Site
I 1983 nominerede Canada Banff, Jasper, Kootenay og Yoho nationalparkerne til at komme på UNESCO liste over verdensarven. UNESCO accepterede dette i 1984 på basis af anbefalinger fra IUCN. Samtidig opfordrede UNESCO World Heritage Committee de Canadiske myndigheder til at overveje at tilføje Provincial Parkerne Mount Robson, Hamber, Mount Assiniboine og Kananskis" til Canadian Rocky Mountain Parks-området. Ved 1990-mødet blev Mount Robson, Hamber og Assiniboine Provincial Parks indlemmet i området mens Kananaskis (nu Peter Lougheed) Provincial Park ikke blev en del af Canadian Rocky Mountain Parks området.